# Fleksybilność
Fleksibilność (giętkość) – reakcja ceny danego dobra na zmianę popytu, jest odwrotną sytuacją niż cenowa elastyczność popytu.
{\displaystyle E_{p(d)}={\frac {\Delta p}{p}}:{\frac {\Delta d}{d}}={\frac {\Delta p}{\Delta d}}\cdot {\frac {d}{p}},}
gdzie:
{\displaystyle E_{p(d)}} – współczynnik fleksybilności,
{\displaystyle \Delta d} – przyrost popytu,
{\displaystyle d} – wielkość popytu,
{\displaystyle \Delta p} – przyrost ceny,
{\displaystyle p} – wysokość ceny.
Współczynnik fleksibilności cen jest stosunkiem procentowej zmiany ceny dobra do procentowej zmiany popytu na to dobro. Mówi on, o ile procent zmieni się cena jeżeli popyt na dane dobro wzrośnie o 1%.